# Hiểm nguy di động
Hiểm nguy di động (tựa gốc: Unstoppable) là một bộ phim thảm họa giật gân của Mỹ năm 2010 do Tony Scott sản xuất và đạo diễn. Đây là bộ phim cuối cùng của Scott trước khi ông qua đời năm 2012. Phim có sự tham gia của Denzel Washington và Chris Pine, chủ yếu dựa trên sự cố CSX 8888. Phim khởi chiếu ở Việt Nam ngày 3 tháng 12 năm 2010. Tại lễ trao giải Oscar lần thứ 83, phim nhận một đề cử cho biên tập âm thanh xuất sắc nhất nhưng thua Inception.